# Фісайо Деле-Баширу
Олувафіса́йо Фару́к Де́ле-Баши́ру (англ. Oluwafisayo Faruq Dele-Bashiru; нар. 6 лютого 2001, Гамбург) — нігерійський футболіст, півзахисник турецького клубу «Хатайспор» і збірної Нігерії. На правах оренди виступає за італійський «Лаціо».

## Клубна кар'єра

### «Шеффілд Венсдей»
Почав займатися футболом в системі «Манчестер Сіті», до якої приєднався у віці 8 років, а в липні 2020 року перейшов до «Шеффілд Венсдей». 5 вересня 2020 року дебютував у професіональному футболі в матчі Кубка ліги проти «Волсолла», вийшовши в стартовому складі. 27 вересня того ж року в поєдинку проти «Бристоль Сіті» дебютував у Чемпіоншипі. В лютому 2021 року зазнав ушкодження гомілкостопу в зустрічі з «Брентфордом», через яке не грав близько шести тижнів.
19 жовтня 2021 року в матчі Першої ліги проти «Кембридж Юнайтед» забив свій перший гол за клуб. За підсумками жовтня 2021 року обраний гравцем місяця на думку вболівальників «Шеффілд Венсдей».
В сезоні 2022–23 забив 5 голів у 41 поєдинку за «Шеффілд», допомігши команді вибороти підвищення до Чемпіоншипу. 2 червня 2023 року підписав новий контракт з «Шеффілд Венсдей».

### «Хатайспор»
6 липня 2023 року перейшов у турецький клуб «Хатайспор», підписавши трирічний контракт. 12 серпня 2023 року дебютував за «Хатайспор» у матчі турецької Суперліги проти «Пендікспора», вийшовши в стартовому складі. У цій грі також забив свої перші голи за клуб, відзначившись дублем. У своєму дебютному сезоні провів за «Хатайспор» 39 поєдинків, відзначившись 9 м'ячами.

#### Оренда в «Лаціо»
6 липня 2024 року на правах оренди перейшов до італійського клубу «Лаціо» з обов'язковою умовою викупу. 18 серпня дебютував за «Лаціо» в матчі Серії А проти «Венеції», вийшовши в стартовому складі. 25 вересня 2024 року в матчі загальгого етапу Ліги Європи УЄФА проти київського «Динамо» дебютував у єврокубках, також забивши в цій грі свій перший гол за «Лаціо». 23 листопада 2024 року в поєдинку проти «Болоньї» вперше відзначився м'ячем у Серії A.

## Кар'єра в збірній
В жовтні 2023 року вперше викликаний до збірної Нігерії головним тренером Жозе Пезейру для участі в товариських матчах проти збірних Саудівської Аравії та Мозамбіку. 16 жовтня у поєдинку з Мозамбіком дебютував за збірну Нігерії, вийшовши в стартовому складі. 7 червня 2024 року забив свій перший гол за збірну Нігерії в матчі відбіркового турніру до чемпіонату світу 2026 проти збірної ПАР.

## Особисте життя
Народився у Німеччині, але його родина переїхала в Англію, коли він був дитиною. Його брат, Том Деле-Баширу, також професіональний футболіст і виступає за англійський «Вотфорд».

## Статистика виступів

### Клубна статистика
Станом на 10 травня 2025 
| Клуб                   | Сезон             | Чемпіонат         | Чемпіонат | Чемпіонат | Кубок | Кубок | Кубок ліги | Кубок ліги | Єврокубки | Єврокубки | Інші  | Інші | Всього | Всього |
| Клуб                   | Сезон             | Дивізіон          | Матчі     | Голи      | Матчі | Голи  | Матчі      | Голи       | Матчі     | Голи      | Матчі | Голи | Матчі  | Голи   |
| ---------------------- | ----------------- | ----------------- | --------- | --------- | ----- | ----- | ---------- | ---------- | --------- | --------- | ----- | ---- | ------ | ------ |
| Манчестер Сіті (до 21) | 2019–20           | —                 | —         | —         | —     | —     | —          | —          | —         | —         | 4     | 0    | 4      | 0      |
| Шеффілд Венсдей        | 2020–21           | Чемпіоншип        | 8         | 0         | 2     | 0     | 3          | 0          | —         | —         | —     | —    | 13     | 0      |
| Шеффілд Венсдей        | 2021–22           | Перша ліга        | 24        | 1         | 2     | 0     | 1          | 0          | —         | —         | 5     | 0    | 32     | 1      |
| Шеффілд Венсдей        | 2022–23           | Перша ліга        | 33        | 4         | 4     | 0     | 2          | 1          | —         | —         | 2     | 0    | 41     | 5      |
| Шеффілд Венсдей        | Всього            | Всього            | 65        | 5         | 8     | 0     | 6          | 1          | —         | —         | 7     | 0    | 86     | 6      |
| Хатайспор              | 2023–24           | Суперліга         | 36        | 8         | 3     | 1     | —          | —          | —         | —         | —     | —    | 39     | 9      |
| → Лаціо                | 2024–25           | Серія А           | 20        | 3         | 1     | 0     | —          | —          | 8         | 2         | —     | —    | 28     | 5      |
| Всього за кар'єру      | Всього за кар'єру | Всього за кар'єру | 120       | 16        | 12    | 1     | 6          | 1          | 8         | 2         | 11    | 0    | 157    | 20     |

1. ↑  Матчі в Трофеї футбольної ліги
2. ↑  4 матчі в Трофеї футбольної ліги, 1 матч в плей-оф Першої ліги
3. ↑  1 матч в Трофеї футбольної ліги, 1 матч в плей-оф Першої ліги
4. ↑  Матчі в Лізі Європи УЄФА

### Міжнародна статистика
Станом на 6 червня 2025 
| Збірна            | Сезон             | Товариські | Товариські | Офіційні | Офіційні | Всього | Всього |
| Збірна            | Сезон             | Матчі      | Голи       | Матчі    | Голи     | Матчі  | Голи   |
| ----------------- | ----------------- | ---------- | ---------- | -------- | -------- | ------ | ------ |
| Нігерія           |                   |            |            |          |          |        |        |
| 2023              | 1                 | 0          | 0          | 0        | 1        | 0      |        |
| 2024              | 0                 | 0          | 5          | 2        | 5        | 2      |        |
| 2025              | 1                 | 0          | 0          | 0        | 1        | 0      |        |
| Всього за кар'єру | Всього за кар'єру | 2          | 0          | 5        | 2        | 7      | 2      |

### Матчі за збірну
Станом на 6 червня 2025 
| Матчі Фісайо Деле-Баширу за збірну Нігерії | Матчі Фісайо Деле-Баширу за збірну Нігерії | Матчі Фісайо Деле-Баширу за збірну Нігерії | Матчі Фісайо Деле-Баширу за збірну Нігерії | Матчі Фісайо Деле-Баширу за збірну Нігерії | Матчі Фісайо Деле-Баширу за збірну Нігерії | Матчі Фісайо Деле-Баширу за збірну Нігерії | Матчі Фісайо Деле-Баширу за збірну Нігерії |
| №                                          | Дата                                       | Суперник                                   | Рахунок                                    | Голи                                       | Картки                                     | Хвилини                                    | Змагання                                   |
| ------------------------------------------ | ------------------------------------------ | ------------------------------------------ | ------------------------------------------ | ------------------------------------------ | ------------------------------------------ | ------------------------------------------ | ------------------------------------------ |
| 1                                          | 16 жовтня 2023                             | Мозамбік                                   | 3–2                                        |                                            |                                            | 61'                                        | Товариський матч                           |
| 2                                          | 7 червня 2024                              | ПАР                                        | 1–1                                        | 1                                          |                                            | 62'                                        | Відбіркові матчі ЧС-2026                   |
| 3                                          | 7 вересня 2024                             | Бенін                                      | 3–0                                        |                                            |                                            | 27'                                        | Відбіркові матчі КАН-2025                  |
| 4                                          | 10 вересня 2024                            | Руанда                                     | 0–0                                        |                                            |                                            | 70'                                        | Відбіркові матчі КАН-2025                  |
| 5                                          | 11 жовтня 2024                             | Лівія                                      | 1–0                                        | 1                                          |                                            | 16'                                        | Відбіркові матчі КАН-2025                  |
| 6                                          | 18 листопада 2024                          | Руанда                                     | 1–2                                        |                                            |                                            | 77'                                        | Відбіркові матчі КАН-2025                  |
| 7                                          | 6 червня 2025                              | Росія                                      | 1–1                                        |                                            |                                            | 90'                                        | Товариський матч                           |

Всього: 7 матчів / 2 голи; 3 перемоги, 3 нічиї, 1 поразка.